# Lynchmorde von Duluth
Die Lynchmorde von Duluth (englisch Duluth lynchings) waren ein Verbrechen, das im Juni 1920 in Duluth (Minnesota) gemeinschaftlich begangen wurde. Nachdem mehreren schwarzen Zirkusarbeitern vorgeworfen worden war, eine weiße junge Frau vergewaltigt zu haben, wurden drei von ihnen von einem aufgebrachten Mob gelyncht. Später stellten sich diese Vorwürfe als unwahr heraus.

## Hergang

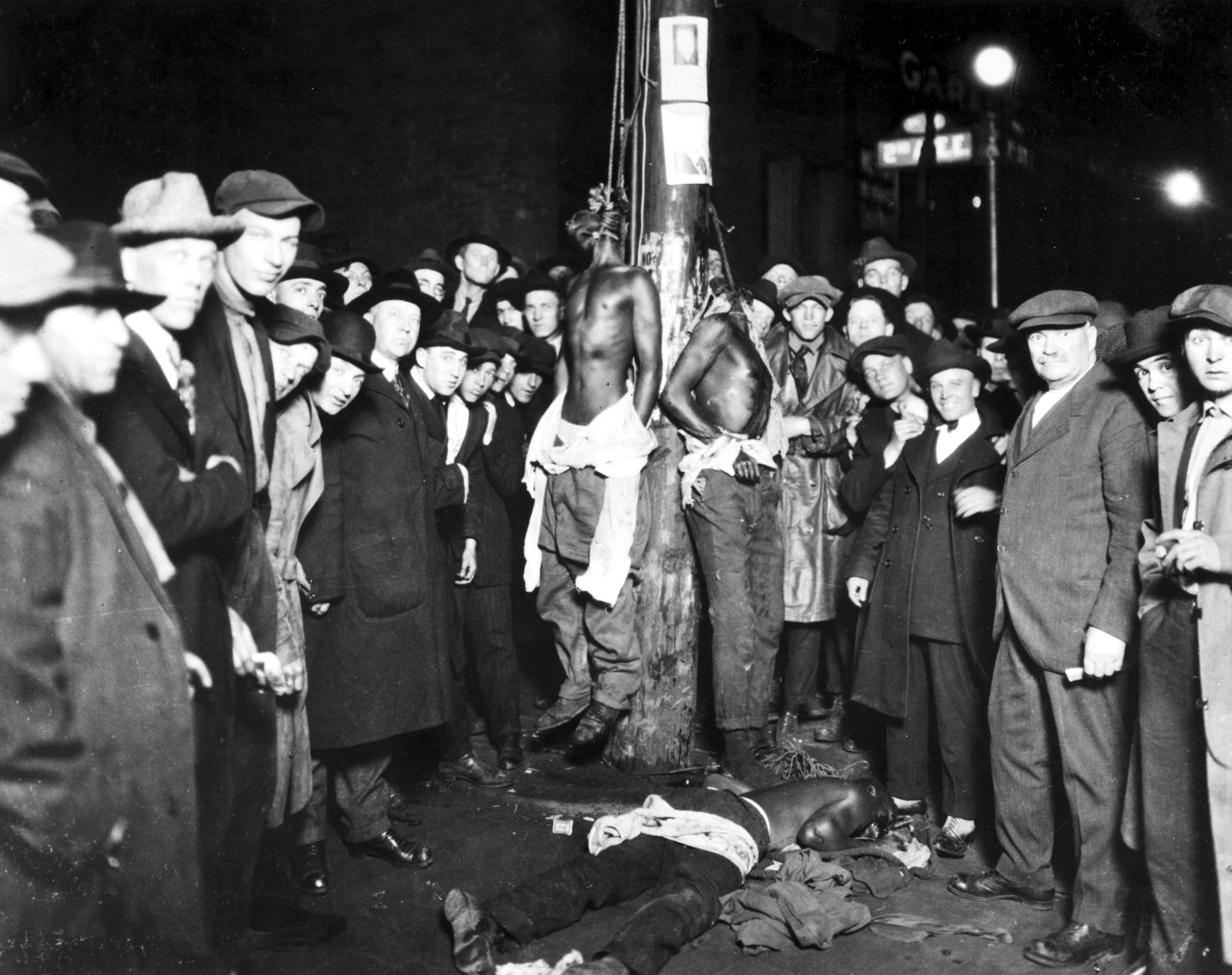
Die drei Gelynchten und umstehende Menge

Am 14. Juni 1920 trafen sich abends die 19-jährige Irene Tusken (1. November 1901 – 12. Juni 1996) und ihr 18-jähriger Freund James Sullivan (12. September 1902 – 16. Oktober 1969) am John Robinson Circus, der für einen Tag in Duluth Station machte. Sie liefen auf der Rückseite des Zirkuszelts entlang und schauten den schwarzen Zirkusarbeitern zu, die damit beschäftigt waren, das Zelt und ihre Ausrüstung zusammenzupacken. Was anschließend passierte, ist nicht genau bekannt. Tusken und Sullivan sagten später aus, dass sechs schwarze Zirkusarbeiter sie in einen menschenleeren Hinterhalt gezwungen und dort Tusken vergewaltigt hätten, während Sullivan mit einer Waffe bedroht worden sei. Später stellte sich jedoch heraus, dass diese Behauptungen unwahr waren. Abends kehrte Tusken in ihr Elternhaus zurück, erzählte ihren Eltern aber nichts von einem derartigen Vorfall.
Ihr Freund Sullivan erschien gegen Mitternacht an seiner Arbeitsstelle am Hafen. Dort erzählte er gegen zwei Uhr nachts seinem Vater, einem Vorarbeiter, von dem angeblichen Vorfall. Dieser verständigte die Polizei von Duluth, welche umgehend veranlasste, dass der Zirkus seine Abreise unterbrechen musste. Bei weiteren Ermittlungen bei dem Zirkus, der sich abfahrbereit am Duluth, Winnipeg & Pacific Railyard befand, wurden sechs schwarze Arbeiter verhaftet und für die weiteren Ermittlungen in das städtische Gefängnis in der Polizeiwache mitgenommen. Am nächsten Morgen untersuchte der Arzt David Graham das angebliche Vergewaltigungsopfer Irene Tusken. Dabei konnte er keinerlei Spuren einer Vergewaltigung oder sonstigen Gewalteinwirkung an ihr feststellen. In der Bevölkerung der Stadt kursierten jedoch schon verschiedene Gerüchte, dass Tusken ermordet worden sei. Der Duluth Herald titelte in seiner Ausgabe: „West Duluth Girl Victim of Six Negroes“ (deutsch ‚Mädchen aus West-Duluth Opfer von sechs Negern‘).
Am Abend des 15. Juni 1920 formierte sich in Duluth ein Mob. Gegen 20:40 Uhr hatten sich bis zu zehntausend Menschen vor dem Gefängnis an der Polizeiwache versammelt und stürmten dieses. Die Polizeibeamten, die angewiesen worden waren, ihre Schusswaffen nicht zu benutzen, hatten ihnen nichts entgegenzusetzen und ließen die aufgebrachte Menge gewähren. Diese bahnte sich ihren Weg zu den Gefangenen und befand in einem Scheinprozess drei von ihnen – Elias Clayton (* 1897), Elmer Jackson (* 19. April 1897) und Isaac McGhie (* 1900) – für schuldig und nahm sie mit zur Kreuzung der First Street und Second Avenue East. Trotz der Einwände von Pastor William Powers ließ sich die Menge nicht davon abbringen, die drei Männer an einer Straßenlaterne zu hängen.
Am nächsten Morgen erreichte die Minnesota National Guard die Stadt. Sie sollte für die Sicherheit der übrigen Inhaftierten und Zirkusarbeiter sorgen. Viele Schwarze trauten sich zunächst dennoch nicht auf die Straße.

## Folgen und Reaktionen
Obwohl es auch in den nördlichen Bundesstaaten schon früher Lynchmorde gegeben hatte (zwischen 1889 und 1918 waren mindestens 219 Menschen gelyncht worden), führte die grausame Tötung der drei Schwarzen landesweit zu großem Aufsehen und Empörung. Viele waren schockiert, dass so eine Tat in Minnesota, einem der nördlichen Staaten, hatte passieren können. Organisationen wie die National Association for the Advancement of Colored People (NAACP), American Civil Liberties Union und die United Negro Improvement Association verurteilten die Vorkommnisse und forderten von Gouverneur Joseph Burnquist eine entsprechende Bestrafung der Verantwortlichen.
Die Ermittlung der für die Lynchmorde Verantwortlichen stellte sich als schwierig heraus. Zwei Tage später, am 17. Juni 1920, erhob die Grand Jury um Richter William Cant 37 Mal Anklage – in 25 Fällen wegen Unruhestiftung und zwölf Mal wegen Mordes ersten Grades. Davon wurden allerdings nur drei Personen wegen Unruhestiftung verurteilt und verbrachten knapp vierzehn Monate im Gefängnis, bevor sie im März 1923 auf Bewährung entlassen wurden.
Gegen sieben der schwarzen Zirkusarbeiter wurde wegen Vergewaltigung ermittelt. Bei fünf Personen wurden die Beschuldigungen fallen gelassen, die übrigen beiden wurden angeklagt. Dabei wurde einer freigesprochen, der andere wurde trotz ungenügender Beweislage zu einer Haftstrafe von sieben bis dreißig Jahren verurteilt. Ein folgender Einspruch beim Minnesota Supreme Court wurde abgewiesen. Die Haftstrafe saß er im Stillwater State Prison ab. 1925 wurde er unter der Auflage, den Bundesstaat zu verlassen, freigelassen.
Als eine weitere Folge verließen viele Schwarze die Stadt. Während die Bevölkerung von Duluth wuchs, sank die Zahl der Schwarzen um 16 Prozent. Die in der Stadt verbliebenen gründeten im September 1920 eine lokale Niederlassung der NAACP. Die Bürgerrechtlerin Nellie Francis brachte ein Gesetzesvorhaben auf den Weg, das den Schutz von Personen vor Lynchmobs vorsah.

## Gedenkstätte
Lange galten die Vorfälle als unliebsames Kapitel in der Geschichte des Bundesstaates und wurden im öffentlichen Leben weitestgehend verdrängt. Über 80 Jahre später, am 10. Oktober 2003, wurde eine Gedenkstätte mit drei Bronzestatuen, welche für die gelynchten Schwarzen stehen, eingeweiht. Sie befindet sich in der Nähe des Orts, wo die drei Zirkusarbeiter gehängt worden waren. An der Einweihungsfeier nahmen mehrere tausend Menschen teil.

## Rezeption
Die erste Strophe von Bob Dylans Song Desolation Row mit der Zeile They’re selling postcards of the hanging nimmt Bezug auf die Lynchmorde von Duluth.